# Carupa ohashii
Carupa ohashii is een krabbensoort uit de familie van de Portunidae. De wetenschappelijke naam van de soort is voor het eerst geldig gepubliceerd in 1993 door Takeda.